# Kučerov
Kučerov (en allemand : Kutscherau) est une commune du district de Vyškov, dans la région de Moravie-du-Sud, en République tchèque. Sa population s'élevait à 490 habitants en 2020.

## Géographie
Kučerov se trouve à 7 km au sud du centre de Vyškov, à 30 km à l'est-nord-est de Brno et à 209 km au sud-est de Prague.
La commune est limitée par Hlubočany au nord, par Prusy-Boškůvky, Vážany, Bohdalice-Pavlovice et Kozlany à l'est, par Bohaté Málkovice au sud, et par Letonice et Lysovice à l'ouest.

## Histoire
La première mention écrite du village date de 1235.